# عابد فهد
عابد فهد (21 فبراير 1964 -)، ممثل سوري من مواليد اللاذقية في سوريا، انضم إلى نقابة الفنانين السوريين في 30 سبتمبر 1985 وقدَّم العديد من الأعمال جسَّد فيها شخصيات معاصرة وتاريخية، حاز عام 2009 جائزة موريكس دور كأفضل ممثل عربي. والده المطرب السوري جورج فهد المشهور بالأغاني الساحلية، وشقيقه هو المخرج عامر فهد.

## سيرته
وُلد عابد بن جورج فهد في حي الشيخ ضاهر بمدينة اللاذقية لأسرة نصرانية. بدأ مشواره في عام 1986 في مسلسل مرايا كممثل ومخرج مساعد، ليشارك بعام 1988 في الجزء التالي من المسلسل.
كانت بدايته الحقيقية في التسعينيات حين شارك في العديد من الأعمال منها (حمام القيشاني، بنت الضرة)، أسس في العام 2001 تجمع (أداد للإبداع المسرحي) لاستقبال كل العروض والفرق المسرحية العربية والعالمية لتقديم عروضها، وخاض بنفس العام تجرِبة الإخراج في مسلسل (أبيض أبيض)، توالت أعماله ما بين سوريا ومصر ولبنان، من أبرز أعماله (لو، ولادة من الخاصرة، أسمهان). لعب العديد من الأدوار التاريخية والدرامية باحتراف، حصل على العديد من الجوائز بسبب تألقه في أعماله المختلفة، له عدد كبير من المسلسلات التاريخية والدرامية، وأربعة أفلام سينمائية.

## حياته الخاصة
متزوج من الإعلامية زينة يازجي.

## أعماله

### من المسلسلات
- تلفزيون المرح 1981
- مرايا 1984
- مرايا 1986
- مرايا 1988
- هجرة القلوب إلى القلوب 1990
- البناء 22 1990
- مرايا (شوفوا الناس) 1991
- العروس 1992
- جليلة (فيلم تلفزيوني) 1993
- الجوارح 1994
- حمام القيشاني الجزء الأول 1994
- موعد مع الغروب 1995
- قانون الغاب 1996
- العبابيد 1997
- أيام الغضب 1997
- بنت الضرة 1997
- حمام القيشاني الجزء الثاني 1997
- مرايا 1998
- الكواسر 1998
- حمام القيشاني الجزء الثالث 1998
- الفوارس 1999
- جلد الأفعى 1999
- مرايا 2000
- سيرة آل الجلالي 2000
- الزير سالم 2000
- حمام القيشاني الجزء الرابع 2001
- أبيض أبيض 2001 (إخراج)
- عرسان آخر زمان 2002
- وردة لخريف العمر 2002
- مرايا (حديث المرايا) 2002
- مسلسل ومضات من تاريخنا 2003
- أبو الطيب المتنبي 2003
- الحجاج 2003
- حمام القيشاني 2003
- أنشودة المطر 2003
- مخالب الياسمين 2003
- الطريق إلى كابول 2004
- عالمكشوف 2004
- الشمس تشرق من جديد 2005
- الظاهر بيبرس 2005
- أهل الغرام الجزء الثاني 2006
- دعاة على أبواب جهنم 2006
- صدى الروح 2006
- الليلة الثانية بعد الألف 2007
- هذا العالم 2007
- عرب لندن 2008
- اسأل روحك 2008
- أسمهان 2008
- حكايات وبنعيشها: كابتن عفت 2009
- هدوء نسبي 2009
- أنا القدس 2010
- مرايا (حكايا المرايا) 2011
- الولادة من الخاصرة 2011
- دليلة والزيبق الجزء الأول 2011
- كشف الأقنعة 2011
- دليلة والزيبق الجزء الثاني 2012
- بقعة ضوء 2012
- الولادة من الخاصرة 2 2012
- لعبة الموت 2013
- سنعود بعد قليل 2013
- الولادة من الخاصرة 3 2013
- قلم حمرة 2014
- لو 2014
- 24 قيراط 2015
- أهل الغرام الجزء الثالث 2016
- سمرقند 2016
- أوركيديا 2017
- طريق 2018
- هارون الرشيد 2018
- دقيقة صمت 2019
- عندما تشيخ الذئاب 2019
- هوس 2020
- الساحر 2020
- 350 جرام 2021
- السنونو2021
- شتي يا بيروت 2021
- حكاية حب 2022
- بيروت 303 2022
- النار بالنار2023
- سفر برلك 2023
- نقطة إنتهى 2024
- نفس 2025

### الأفلام
- صعود المطر 1995
- موعد مع الغروب 1996
- مملكة النمل 2012
- مريم 2012
- يوم من الأيام 2017
- سامحني 2018

### الفيديو كليب
- سكت الكلام جورج وسوف (2019) [4]
- قصة حب مروان خوري من مسلسل حكاية حب (2022)
- بيتكلم عليا جورج وسوف (2022)

## الجوائز
- ذهبية مهرجان القاهرة.
- أفضل ممثل عن شخصية الحجاج بن يوسف الثقفي، ذهبية مهرجان قرطاج.
- ذهبية مهرجان القاهرة عن أفضل اداء لشخصية الظاهر بيبرس.
- أفضل ممثل عربي عام 2013
- جائزة الموريكس دور عام 2019 عن دوره في مسلسل طريق.[5]
- جائزة أفضل ممثل عربي عام 2022 ضمن فعاليات مهرجان الفضائيات العربية.[6]

## روابط خارجية
- عابد فهد على موقع IMDb (الإنجليزية)
- عابد فهد على موقع الدهليز
- عابد فهد على موقع قاعدة بيانات الأفلام العربية
- عابد فهد على موقع قاعدة بيانات الفيلم (الإنجليزية)
- عابد فهد على موقع ليتربوكسد (الإنجليزية)